# Oberfrankenstiftung
Bei der Oberfrankenstiftung in Bayreuth handelt es sich um eine Gründung aus dem Jahr 1927 des Vorläufers des Bezirks Oberfranken. Der damalige Kreis Oberfranken unter dem Vorsitz des Bamberger Oberbürgermeisters Adolf Wächter errichtete mit einem damaligen Vermögen von Höhe von 6 Millionen Reichsmark die Stiftung. Von 1919 bis 1928 war Wächter Präsident des Kreistages von Oberfranken. Während dieser Zeit baute der Kreis die flächendeckende Stromversorgung aus. Die Beteiligung des Kreises an den Überlandwerken erwirtschaftete damit einigen Gewinn. Dieser wurde am 11. Februar 1927 in eine Stiftung zur Förderung ausschließlich gemeinnütziger Zwecke auf dem Gebiet der Volkswohlfahrt unter besonderer Berücksichtigung der sozialen Verhältnisse der Bevölkerung eingebracht. Diese Kreisstiftung wird heute unter dem Namen Oberfrankenstiftung geführt. Mit der Gründung der Stiftung sollte verhindert werden, dass bei einer etwaigen Zusammenlegung mit Mittelfranken das Vermögen des Kreises den bevölkerungsreicheren Gebieten jenseits der Kreisgrenze zufließen könne.
Die Stiftung vergibt satzungsgemäß Zuwendungen als Förderstiftung ausschließlich im Gebiet des Regierungsbezirks Oberfranken.

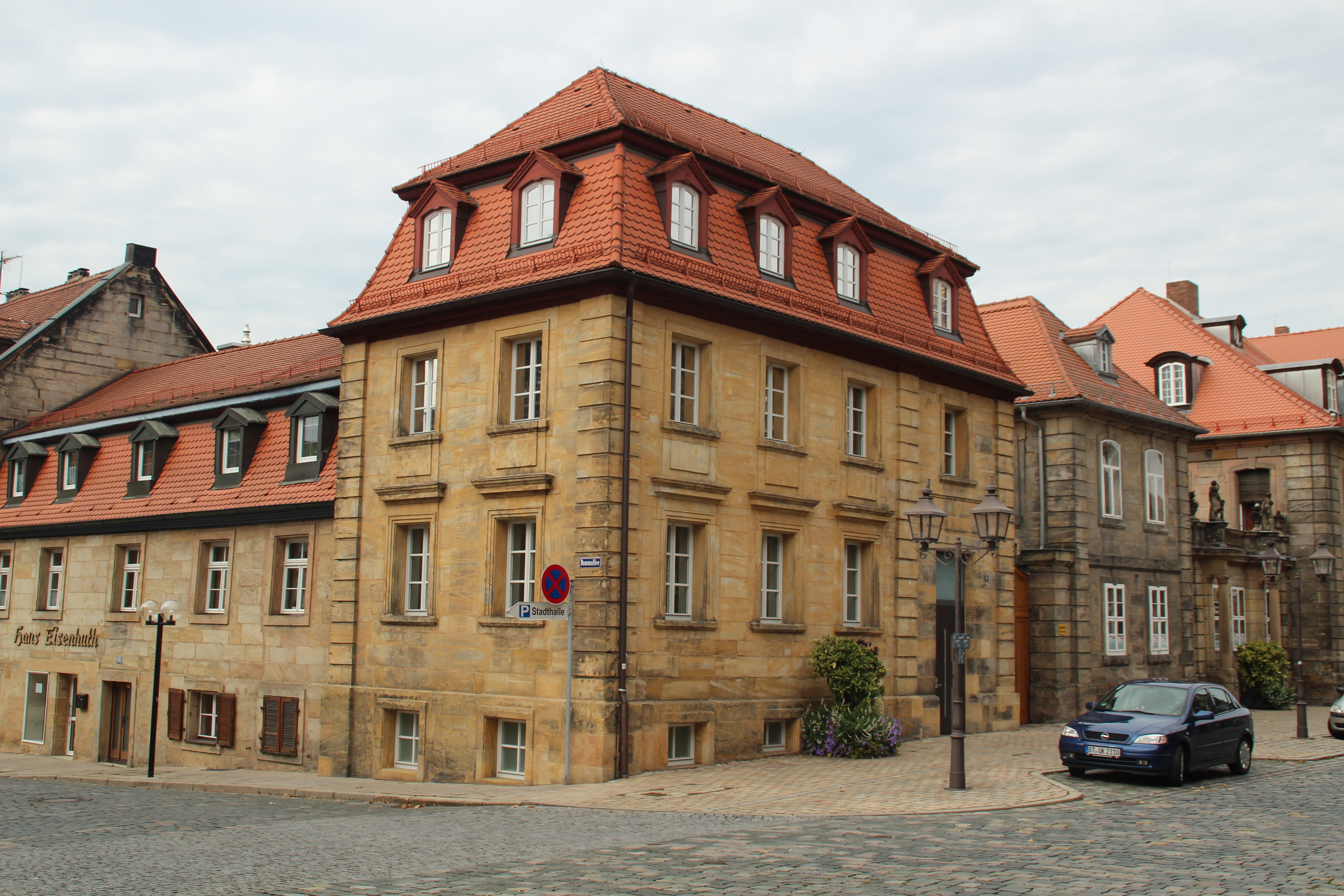
Oberfrankenstiftung in der Friedrichstraße zu Bayreuth

Es handelt sich um Förderungen (jährlich etwa 20 Millionen Euro) in den Bereichen
- Soziales
- Kunst und Kultur
- Denkmalpflege
- Wissenschaft und Forschung

Ein Rechtsanspruch auf Förderung besteht jedoch nicht.
Die Verwaltung erfolgt durch den Stiftungsrat, dessen Vorsitzender kraft Satzung der Regierungspräsident von Oberfranken (derzeit Florian Luderschmid) ist.